# Huitzila (Hidalgo)
Huitzila is een plaats in de gemeente Tizayuca in de Mexicaanse staat Hidalgo. De plaats ligt 2280 meter boven zeeniveau.
Op 14 februari 2000 telde Huitzila 3600 inwoners, waarvan 1782 mannen en 1818 vrouwen. Er stonden op die datum 811 huizen, waarvan 760 huizen verbonden waren met het waternet, 703 met de riolering en 790 met het elektriciteitsnet.